# 皇甫镈
皇甫镈（？—820年），泾州临泾县（今甘肃省庆阳市镇原县）人，祖籍安定郡朝那县（今宁夏回族自治区固原市彭阳县），唐朝大臣。
唐德宗贞元进士，为监察御史，后迁吏部员外郎、判度支，改户部侍郎。宪宗伐蔡（今河南汝南），因急于用度，他勾削严急，尅扣将士粮料，专事供奉，又加御史大夫。蔡州平定的次年，憲宗漸漸驕傲奢侈，皇甫鎛和程异不斷的向他呈獻「羨餘」，供他揮霍，憲宗升皇甫镈任同中书门下平章事，犹领度支，又与李道古荐方士柳泌，为宪宗制“长生药”，以求宠信。宰相裴度、崔群雖極力反對，宪宗不理。皇甫鎛更賄賂左神策中尉宦官吐突承璀。皇甫鎛权倾朝野，人無敢言者，只有諫議大夫武儒衡上疏對抗他。元和十五年（820）正月，穆宗即位，因依附吐突承璀奏請立澧王李惲為太子事發，被贬为崖州（今海南琼山东南）司户参军。后卒于贬所。有子皇甫字德卿，孙皇甫蘊字待價。

## 家世
- 祖父：皇甫邻几，太子洗马。

- 父：皇甫愉，常州刺史。

- 兄：皇甫镛，银青光禄大夫、上柱国、太子少保、安定县男。

- 子：皇甫珪，福建观察使。

## 延伸阅读
[在维基数据编辑]
 《舊唐書/卷135》，出自刘昫《舊唐書》
 《新唐書·卷167》，出自《新唐書》

## 相关史料
- 《旧唐书》卷135
- 《新唐书》卷167
- 《資治通鑑》卷239、240、241